# Dasyloricaria latiura
Dasyloricaria latiura är en fiskart som först beskrevs av Eigenmann och Vance 1912.  Dasyloricaria latiura ingår i släktet Dasyloricaria och familjen Loricariidae. Inga underarter finns listade i Catalogue of Life.